# Eric Eichmann
Eric Eichmann (Margate, 7 maggio 1965) è un ex calciatore e giocatore di calcio a 5 statunitense.

## Carriera
A livello giovanile ha giocato nei Clemson Tigers, poi viene acquistato dal Werder Brema che lo utilizza nella sua seconda squadra impegnata nella terza divisione tedesca. Dopo una sola stagione torna negli Stati Uniti, a Fort Lauderdale, dove rimane fino al 1993. In questa fase ottiene anche le maggiori soddisfazioni a livello di nazionale: fa parte della nazionale olimpica statunitense ai Giochi della XXIV Olimpiade, viene utilizzato nelle qualificazioni a Italia '90, poi con la nazionale di calcio a 5, disputa il FIFA Futsal World Championship 1989 in cui la nazionale statunitense giunge inaspettatamente terza, conquistando il podio. A Italia '90 è tra i convocati ma non scende in campo.
Eichmann chiude la carriera in nazionale nel 1993 contro l'Honduras. Attualmente è impegnato come allenatore giovanile nella squadra del Boca United, in Florida.